# Каюрово (Тверская область)
Каюрово — село в Кимрском районе Тверской области, входит в состав Центрального сельского поселения.

## География
Село находится в 8 км на северо-восток от райцентра города Кимры.

## История
Первые сведения о селе и храме в нём относятся к 1514 году. В летописи Святорождественского девичьего монастыря г. Твери, которому принадлежал храм, есть запись о церкви на погосте Каюрово.
В 1628 году село было у Тверского Рождественского женского монастыря. В селе церковь Николая Чудотворца деревянная, двор попа, келья просвирницы, монастырский двор, где жил дворник, двор монастырского детеныша с одним человеком, три двора с двумя крестьянами и одним бобылем.
В Писцовой книге 1678 года село Каюрово с деревнями Мельгуново и Тихоново числится за Тверским Рождества Христова девичьим монастырем и входит в состав Белгородского стана Кашинского уезда, в селе монастырский двор, где живет дворник с сыном, двор монастырского служки, у которого два сына и внук, один из сыновей приёмный «польской породы». В селе семь крестьянских дворов с 31-м крестьянином.
В 1806 году — 20 дворов, 60 мужчин и 77 женщин. В селе церковь деревянная одноэтажная Николая Чудотворца без приделов.
На месте деревянной церкви в 1828 году был построен каменный двухпрестольный храм с престолами Святого Николая и апостола Иакова Брата Господня. В конце XIX века был пристроен престол в честь Святого пророка Илии.
В конце XIX — начале XX века село входило в состав Кимрской волости Корчевского уезда Тверской губернии.
В 30-х годах прошлого века храм был закрыт, позже в нем устроили зерносклад. В середине 90-х храм возвращен церкви, и с 1997 года в нем проходят постоянные богослужения.
С 1929 года село входило в состав Каюровского сельсовета Кимрского района Кимрского округа Московской области, с 1935 года — в составе Калининской области, с 1994 года — в составе Центрального сельского округа, с 2005 года — в составе Центрального сельского поселения. В 2022 году Кимрский район как территориальная единица был упразднен, и село вошло в Кимрский муниципальный округ.
До мая 2017 года в селе работала основная (средняя) школа. С сентября 2017 года школа закрыта, дети ездят учиться на школьном автобусе в райцентр Кимры.

## Население
| 1859 | 1887 | 2002 | 2010 |
| ---- | ---- | ---- | ---- |
| 234  | ↘231 | ↘142 | ↘82  |

## Достопримечательности
В селе расположен действующий храм Николая Чудотворца (1828).